# Spiez
Spiez is een gemeente en plaats in het Zwitserse kanton Bern. Het ligt aan het meer van Thun. De gemeente maakt deel uit van het district Frutigen-Niedersimmental.
Spiez telt 12.577 inwoners. Het laboratorium voor ABC-wapens Labor Spiez is er gevestigd.